# Pănătău
Pănătău é uma comuna romena localizada no distrito de Buzău, na região de Valáquia. A comuna possui uma área de 50.63 km² e sua população era de 2754 habitantes segundo o censo de 2007.